# Phare de Cap Sigli
Le phare de Cap Sigli est un phare de jalonnement situé sur la corniche kabyle, dans la commune de Béni Ksila, à l'ouest de Béjaïa.

## Historique
Il semble qu'avant la colonisation seuls quelques rares fanaux rudimentaires étaient placés aux abords des abris qui servaient de refuge aux vaisseaux barbaresques; tel le fanal ordinaire situé sur la haute tour du Peñon d'Alger. Dès les premières années de la conquête des feux plus efficaces furent installés aux points les plus caractéristiques. C'est ainsi qu'en  1834, les Français installent à la place du fanal d'Alger un appareil consistant en un feu fixe surmonté d'une couronne tournante portant 8 lampes avec réflecteurs disposées de manière à réaliser un feu à éclipses de 30 secondes en 30 secondes.
Le premier rapport officiel traitant de l'éclairage des côtes algériennes est un rapport de la Commission Nautique de l'Algérie de 1843 qui établit un rapport complet "des améliorations à apporter aux feux existants (neuf à l'époque), des feux à établir immédiatement, des feux à établir par la suite".
Son exécution s'échelonna sur plusieurs années, avec les modifications imposées par les progrès de la technique et le développement de la navigation et dont les principales furent décidées par la Commission des Phares de 1861.
Les appareils ont été modifiés périodiquement entre 1860 et 1900. Les plus notables de ces améliorations consistèrent en la substitution de l'huile minérale par l'huile végétale en 1881 puis, par l'adoption de certains feux de lampe à niveau constant.
En 1902, nouveau programme d'amélioration de l'éclairage côtier par la mise en place d'une Commission Nautique Spéciale qui adopte un programme de réalisations prévoyant entre autres la création de phares, dont celui de Cap Sigli, la substitution aux feux fixes existants de feux à éclats ou à occultations avec ou sans secteurs colorés. Programme qui fut entièrement réalisé de 1904 à 1908 à l'exception de  la jetée Nord du port d'Alger.
L'électrification des feux principaux et des feux de ports fut poursuivie activement depuis la mission scientifique en Algérie, en 1924, de l'Ingénieur en chef du Service central des Phares.
Albert Georges Félix Alphonse Boisnier (X 1884, 1865-1942),i a œuvré à la construction de plusieurs grands ponts de l’arrondissement de Bougie, à celle des ports de Bougie et de Djidelli ainsi que du phare du cap Sigli, près de Bougie.Bulletin de la Sabix Société des amis de la Bibliothèque et de l'Histoire de l'École polytechniqu
En outre quatre radiophares ont été mis en service; au phare de l'Amirauté à Alger (1931), au Cap de l'Aiguille (1938), au Cap Caxine (1938) et au Cap Matifou (1942). Les services techniques ont également prévu  l'établissement dans des délais rapprochés de quatre ouvrages supplémentaires au Cap Ténès, au Cap Bengut, au cap Bougaroun et au Cap de Garde.

## Caractéristiques
Le phare a été construit par la société des Etablissements Henri Lepaute, rue Desnouettes à Paris. Tour octogonale de 28,2 m de hauteur pour une élévation de 59,2 m au dessus du niveau de la mer, faisant corps 
avec une bâtisse pour les logements de gardiens. Construction annexes bâties sur des niveaux successifs selon le relief de la falaise.
L' éclairage est assuré par un feu de couleur blanche à 1 éclat en 5 secondes. La portée lumineuse est de 22 milles nautiques, soit environ 41 km ce qui en fait un phare de second ordre.